# Гриннелл (Айова)
Гриннелл (англ. Grinnell) — місто (англ. city) в США, в окрузі Повешік штату Айова. Населення — 9564 особи (2020).

## Географія
Гриннелл розташований за координатами 41°44′17″ пн. ш. 92°43′30″ зх. д. / 41.73806° пн. ш. 92.72500° зх. д. (41.738154, -92.724915).  За даними Бюро перепису населення США в 2010 році місто мало площу 14,60 км², з яких 14,49 км² — суходіл та 0,11 км² — водойми.

## Відомі люди
- Данай Гуріра (1978*) — американська акторка і драматург.

## Демографія
Згідно з переписом 2010 року, у місті мешкало 9218 осіб у 3567 домогосподарствах у складі 2026 родин. Густота населення становила 631 особа/км².  Було 3844 помешкання (263/км²).
Расовий склад населення:
| - 91,9 % — білих - 2,7 % — азіатів - 2,0 % — чорних або афроамериканців - 0,3 % — корінних американців - 0,2 % — вихідців з тихоокеанських островів |

До двох чи більше рас належало 2,1 %. Частка іспаномовних становила 3,2 % від усіх жителів.
За віковим діапазоном населення розподілялося таким чином: 19,0 % — особи молодші 18 років, 61,9 % — особи у віці 18—64 років, 19,1 % — особи у віці 65 років та старші. Медіана віку мешканця становила 35,6 року. На 100 осіб жіночої статі у місті припадало 89,8 чоловіків;  на 100 жінок у віці від 18 років та старших — 85,1 чоловіків також старших 18 років.
Середній дохід на одне домашнє господарство  становив 60 015 доларів США (медіана — 45 365), а середній дохід на одну сім'ю — 72 208 доларів (медіана — 66 500). Медіана доходів становила 50 464 долари для чоловіків та 32 299 доларів для жінок. За межею бідності перебувало 11,3 % осіб, у тому числі 1,2 % дітей у віці до 18 років та 9,1 % осіб у віці 65 років та старших.
Цивільне працевлаштоване населення становило 4761 осіб. Основні галузі зайнятості: освіта, охорона здоров'я та соціальна допомога — 39,5 %, мистецтво, розваги та відпочинок — 11,9 %, виробництво — 10,9 %, роздрібна торгівля — 10,0 %.